# Koichi Hashigaito
Koichi Hashigaito (橋垣戸 光一 Hashigaito Koichi?), född 30 mars 1982 i Nara prefektur, är en japansk före detta fotbollsspelare.
Hashigaito började sin karriär 2000 i Gamba Osaka. Efter Gamba Osaka spelade han för Ehime FC, Nara Club (Tonan Club) och FC Tiamo. Han avslutade karriären 2017.